# Brunaktigt tofsfly
Brunaktigt tofsfly (Zanclognatha lunalis) är en fjärilsart som först beskrevs av Giovanni Antonio Scopoli 1763.  Brunaktigt tofsfly ingår i släktet Zanclognatha, och familjen nattflyn. Arten är reproducerande i Sverige.

## Bildgalleri

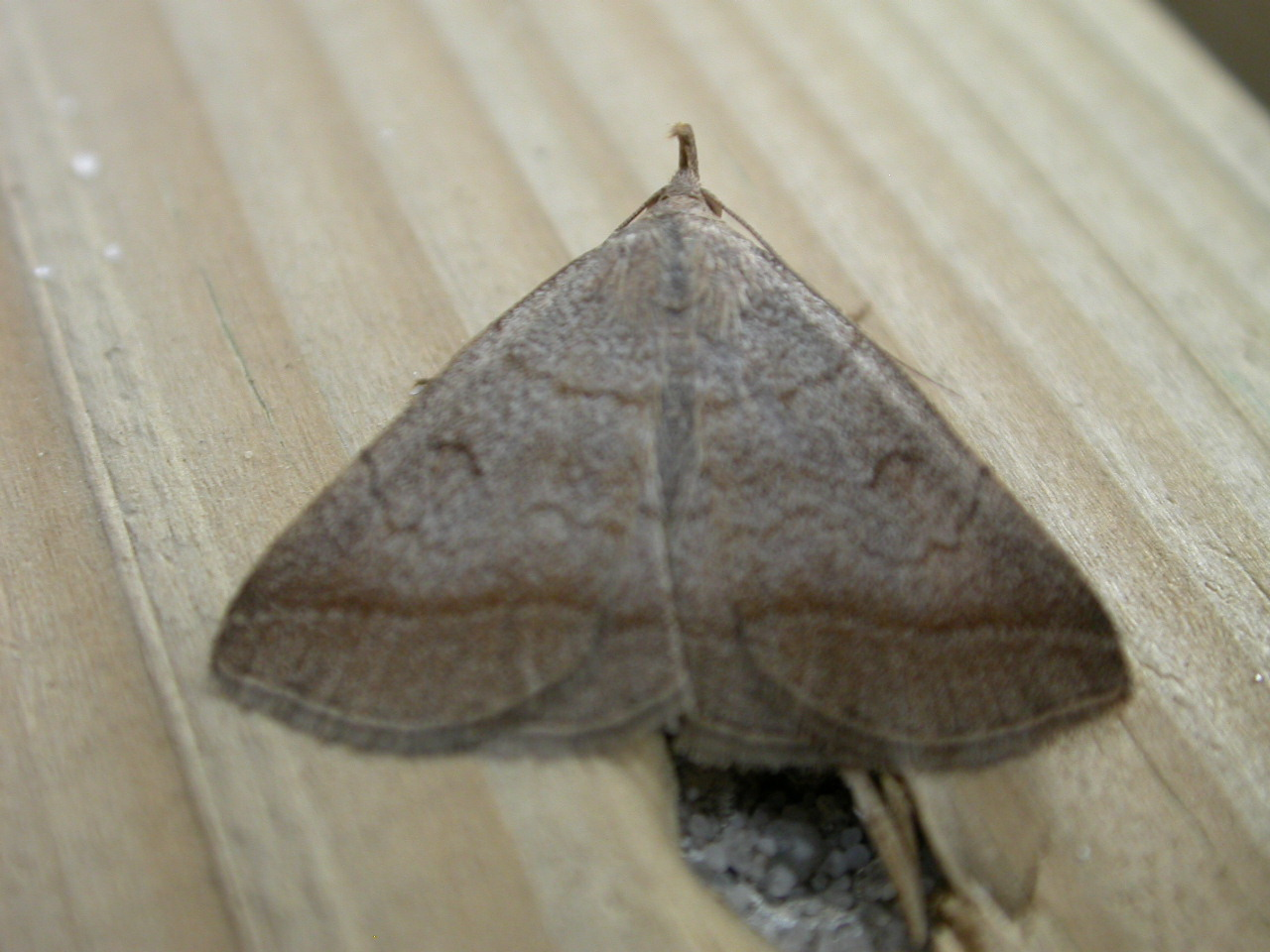